# 映画ドラえもん のび太の地球交響楽
『映画ドラえもん のび太の地球交響楽』（えいがドラえもん のびたのちきゅうシンフォニー）は、2024年3月1日に公開の日本のSFアニメーション映画。藤子・F・不二雄の漫画『ドラえもん』を原作とした、「映画ドラえもん」シリーズ通算第43作目（アニメ第2作2期シリーズ第18作目）である。監督は今井一暁、脚本は内海照子が務める。藤子・F・不二雄生誕90周年記念作品。
キャッチコピーは「ドレミファソラシ…ノ？」、「響き合う！ぼくらの「音」の大冒険」。
本作の音響技術は、前作と前々作に続いて、シリーズで3度目となるドルビーアトモスが採用され、全国9都府県10館でドルビーアトモス版が公開初日から上映となった。

## あらすじ
遥か大昔、クロマニョン人の少年が白鳥たちの美しい鳴き声に耳を澄ましていた。そこへ光る飛翔体が森に落下し、その物体からは眠った赤ん坊が姿を現す。
現代、小学校の音楽室ではのび太のクラスが秋の音楽会に向け、リコーダー演奏曲「白鳥のエチュード」を練習していた。しかし、リコーダーが苦手なのび太は"ドレミ"の音階にはない"「ノ」の音"を吹いたことでクラスメイトたちに笑われてしまう。
途方に暮れながら帰宅するのび太だったが、ドラえもんが「あらかじめ日記」というひみつ道具を使い、大好物のどら焼きを貰ったことを知る。そしてその日記を使って学校での音楽の授業をなくし、自分がリコーダーの練習をしなくても済むようにしようと目論み、自分の日記とすり替えた「あらかじめ日記」に「今日わ 音楽がなかった。たのしかった。」と書きこむ。
翌日の7月17日。音楽の授業が中止になり喜ぶのび太だが、日記のすり替えに気づいたドラえもんから、"音楽の授業だけでなく、音楽そのものが世界中から無くなった"という事実を告げられる。それでものび太は「別にいいじゃない」とあっけらかんとした態度を取るも、街では混乱が起き、次第に人々がいらつき始めていく。その様子を目の当たりにしたのび太はドラえもんに泣きつくと、日記のページを千切り取ることでことなきを得た。一方、宇宙科学研究所では探査機が持ち帰った石や砂から、黒い生物が湧き出していた。その生物は分裂しながら移動を始める。
夕方、川原でリコーダーの練習をしていたのび太は、不思議な少女と出会う。その美しい歌声に感激するのび太だったが、気付くと少女は消えていた。のび太が辺りを見渡す傍で、風に吹かれ小さな光の粒子が舞う。
次の日、川原ではのび太がしずか、ジャイアン、スネ夫とリコーダーの練習をしていた。そこへ再び少女が現れ歌い出すと、様子を見に来たドラえもん、「ロボッター」を付けたのび太たちのオモチャ、そして「ムードもりあげ楽団」も加わり、楽しい演奏会が始まる。演奏を終えて大興奮ののび太たちだったが、またしても少女はいつの間にか姿を消してしまう。
その日の晩、「今夜、学校の音楽室でお待ちしています」という謎の手紙が届けられていたのび太たちは、音楽準備室の扉から、「ファーレの殿堂」と呼ばれる場所へ導かれる。そこにいたのは、度々姿を現していた謎の少女・ミッカと、そのお世話をするロボット・チャペックだった。「惑星ムシーカ」出身のミッカたちは、のび太たちを「ファーレ（音楽）」の達人である「ヴィルトゥオーゾ」と見込み、エネルギー不足で休眠状態の「ファーレの殿堂」を復活させるために呼び出していた。初めは戸惑う一行だが、純粋なミッカの姿を見て協力することを決める。演奏する楽器選びでドラえもんのひみつ道具「運命の赤い糸」を使い、ジャイアンはチューバ、スネ夫はバイオリン、静香はボンゴ、のび太はリコーダーを引くと、「音楽家ライセンス」で選んだ楽器とパートナーになり、一行は殿堂を復活させるため外へ飛び出す。
枯れた「ハープの川」で音楽家ロボットであるモーツェルとバッチに出会った一行は、「ファーレ鉱石」に向かって楽器を演奏することで「ファーレエネルギー」を生みだし、水路に水を流すことに成功する。復活した「音虫の森」では、同じく音楽家ロボットのタキレンが"「主」"を失った悲しみに涙しており、その心に寄り添った切ない演奏で癒す。森には多くの墓標が並んでおり、それは亡くなった"「主」"、ムシーカ人たちの墓だった。驚く一行に墓守であるタキレンは、惑星ムシーカは遥か昔に大厄災で滅んだこと、殿堂は僅かなムシーカ人とロボットたちを乗せた救命ボートだったこと、そして現在殿堂で生き残ったムシーカ人はもはやミッカしかいないことを明かす。チャペックはミッカを傷つけないため、これらを全て秘密にしていたのだ。真実を知ったミッカはそれでも気丈に振る舞い、のび太たちもそんなミッカに心打たれながら共に先へと進む。
街では眠っていたロボットたちが目を覚ましていた。一行は目覚めたロボットたちとファーレを奏で、殿堂を賑やかに復活させていく。するとスネ夫とジャイアンは黒い生物を見つけ、それを追ってファーレ工場に忍び込む。ファーレ工場の指揮者であるロボット・ワークナーは、スネ夫とジャイアンを侵入者とし、地下へとたたき落とす。するとそこでは黒い生物が大量発生していた。ワークナーの指示で、ジャイアンとスネ夫はファーレの演奏で退治しようとするが、合体して巨大になった生物にファーレは効かず、ワークナーも襲われてしまう。のび太たちは、命からがら抜け出したジャイアンとスネ夫と合流し、一度地球へ戻ることとなる。
小学校の終業式を終えたのび太は、殿堂へ出掛けるため「ハッスルねじまき」を巻いて大急ぎで夏休みの宿題を片付け、夜中に風呂場でリコーダーの練習をする。演奏を聴きながらうつらうつらと眠りに落ちるドラえもん。その寝床へ、黒い生物が入り込む。
翌日、ドラえもんは喉の調子に違和感を覚えながらも、「どこでもドア」でのび太たちと殿堂に向かう。のび太がリコーダーを忘れ、「時空間チェンジャー」で時間と空間を一時的に入れ替え取りに行くという一幕がありつつも、殿堂の中枢である神殿に到着した一行。そこでチャペックの師匠でマエストロ（指揮者）のヴェントーを発見。ヴェントーは楽譜に曲を描いている途中で機能停止となっていたが、ドラえもんのひみつ道具による修復で復活し、ムシーカで私的なファーレの演奏が禁じられたこと、それが「ノイズ」と呼ばれる巨大な宇宙生命体を呼び寄せ、滅んだことをのび太たちに語る。そして、様子がおかしいドラえもんがノイズの胞子に侵されていることを見抜き、地球にもノイズの本体が迫っていることを告げる。のび太が「あらかじめ日記」を使ったことで地球が"音楽が消えた世界"となっていた間に、宇宙科学研究所が探査機で回収した物質に紛れ込んでいたノイズの胞子が、弱点であるファーレが存在しない地球上で密かに活動・増殖し、その胞子の一つが就寝中のドラえもんの口の中に入り込み異常を引き起こしていたのだ。
ノイズを退けるには殿堂を完全に復活させなければいけない。そのメインスイッチは、ムシーカの笛を奏でる必要があった。それは4万年前、地球に送られたミッカの双子の妹に持たせたのだという。笛が今どこにあるか悩む中、しずかが音楽の授業で教わった「世界最古の楽器は白鳥の骨で出来た笛。それは上野の博物館にある」ことを思い出す。
上野の博物館で「白鳥の骨の笛」を見つけ、「オモイデコロン」で調べてみるも、それはムシーカの笛ではなかった。再び悩む中、スネ夫が歌姫ミーナの歌がムシーカの子守歌に似ていると気づき、ミッカはワールドツアーで来日していたミーナの元を訪れる。ミーナはその笛が「祖母がくれたお守り」だと話しつつも「ファンからの頼みごと」として快諾し、笛をミッカに貸し出す。ミーナこそ、ミッカの妹の血を引いた子孫だったのだ。
ノイズの胞子に侵され、ついに機能停止してしまったドラえもん。のび太たちはドラえもんを治すため空き地で演奏を行うが、各々が好きに演奏するため、調和が乱れて上手くいかない。ついにジャイアンとスネ夫は上手くいかないことをのび太のせいにし、しずかがそれを咎め不穏な空気となっていく。ジャイアンはのび太の演奏を止めようとするが、「僕だって、ドラえもんを治したい!!みんなと一緒に演奏したいんだ!!」と叫び、必死にリコーダーを吹き続ける。それを見ていたしずかたちも、落ち着きを取り戻してのび太に合わせて演奏し、ミッカも歌い出す。やがて口からノイズの胞子が飛び出し、元に戻ったドラえもんはのび太たちと共に殿堂へと急ぐ。
殿堂に戻った一行だが、ミーナがミッカに預けた笛は一部が欠けていて一音足りない。そこへノイズが現れ、ミッカとのび太を襲う。のび太が必死に吹くも、やはり「ド」の音は「ノ」という音になるが、何故か殿堂が復活する。殿堂の復活に必要な"最後の一音"は、のび太がリコーダーで吹いた"「ノ」の音"だった。
地球に向かおうとするノイズを撃退するため、のび太たちは殿堂でミッカやヴェントーらファーレの音楽家たちとともに、チャペックが地球で沢山の音楽を聴いた経験を元に作曲した『地球交響楽（ちきゅうシンフォニー）』を演奏する。最初はノイズを弱体化させて追い払えた様に思えたが、たちまちノイズは復活し、のび太たちを宇宙空間へ飛ばしてしまう。そこは空気がないまったくの無音の世界だった。
しかし、そこにオモチャたちが奏でるファーレが聞こえ始める。のび太たちは再び宇宙空間で演奏し、ノイズの撃退に成功する。宇宙空間で音が響いたことを不思議がるドラえもんだが、そこに「時空間チェンジャー」が落ちてくる。ノイズに対抗しようとひみつ道具やガラクタを無造作に放り出したのがきっかけで、"偶然"にも「時空間チェンジャー」が作動しており、しかも取り替えた場所は、のび太が忘れたリコーダーを取りに行った、昨日の夜中の風呂場。さらには空間のサイズ調整もデタラメで、地球を含んだ周辺の宇宙空間が、風呂場にぽっかり浮かぶ形となっていたのだ。そしてそれらの出来事は、のび太が「ハッスルねじまき」で夏休みの宿題を片付ける際、自分の日記帳だと思って書いた「あらかじめ日記」によって引き起こされていた。その内容は「今日わ みんなでお風呂に入った。たのしかった。」。
その後、殿堂と共に地球を離れることになったミッカ。別れた友を想い、寂しげに宇宙を眺める彼女の元へチャペックが駆け込む。ノイズを退けるため、のび太たちと奏でたファーレがきっかけで、ムシーカを逃れた別の船からの信号を受け取ったのだ。ムシーカの仲間がいることに喜ぶミッカは、地球にいる"「のほほんメガネ」"ではなく、"「のび太お兄ちゃん」"への感謝を口にする。
一方、夏休みが終わった9月13日。小学校では秋の音楽会が開かれていた。子供達の演奏する「白鳥のエチュード」は、のび太の吹いた"「ノ」の音"で締めくくられる。すると音楽室の窓から、ファーレエネルギーの粒子が空に向かい舞い上がっていく。それは少し変わった、"「の」"の形をしているのだった。

## 登場人物

### レギュラーキャラクター
ドラえもん
声 - 水田わさび
『地球交響楽』を演奏する際に指揮を担当する。ノイズの胞子が体に侵入されて故障し、「エッチ」と言うようなとんちんかんな反応が起こる。
野比 のび太（のび のびた）
声 - 大原めぐみ
リコーダーが苦手で、音楽の授業をなくすために「あらかじめ日記」を使ったことで世界中から音楽が消え、地球に侵入したノイズの胞子が目を覚ますきっかけとなってしまう。「運命の赤い糸」で選んだ楽器は（自分の）リコーダー。おもちゃ楽隊のおもちゃは犬のぬいぐるみで、演奏する楽器はクラリネット。
源 静香（みなもと しずか）
声 - かかずゆみ
「運命の赤い糸」で選んだ楽器はボンゴ。「音楽家ライセンス」の楽器の欄には「パーカッション」と書かれ、曲に合わせて楽器がマリンバやカスタネットなどの打楽器に変わる。おもちゃ楽隊のおもちゃは人形で、演奏する楽器はピアノ。
剛田 武（ごうだ たけし）
声 - 木村昴
「運命の赤い糸」で選んだ楽器はチューバ。おもちゃ楽隊のおもちゃはメタリックロボで、演奏する楽器はタンバリン。
骨川 スネ夫（ほねかわ すねお）
声 - 関智一
「運命の赤い糸」で選んだ楽器はヴァイオリン。おもちゃ楽隊のおもちゃはくるみ割り人形で、演奏する楽器はコントラバス。
野比 玉子（のび たまこ）
声 - 三石琴乃
野比 のび助（のび のびすけ）
声 - 松本保典
先生
声 - 高木渉
出木杉 英才（できすぎ ひでとし）
声 - 萩野志保子
安雄（やすお）
声 - 慶長佑香
はる夫（はるお）
声 - 矢口アサミ
クラスメイト
声 - 畑中万里江、飯田友子、野中藍

### ゲストキャラクター

#### ムシーカ
ミッカ
声 - 平野莉亜菜
本作のキーパーソン。音楽（ファーレ）に満ちた美しい星惑星ムシーカ生まれの少女。歌声はとてもきれい。嬉しい時に「ピピッと響いた」と言う。チャペックが絵本を読むのを聞くのが好きで、お気に入りの絵本はムシーカの絵本『五人のヴィルトゥオーゾ』。一貫してのび太を「のほほんメガネ」と呼んでいたが、映画終盤では「のび太」と呼ぶようになり、更に「のび太お兄ちゃん」と呼んだ。エンディングでは、ドラえもん達と別れる前にのび太の胸中に飛び込んで泣いてる姿が描かれている。
四万年前にムシーカの救命ボートで生まれた最後の子供で、双子の姉である。生まれてからすぐに殿堂でコールドスリープに入れられて休眠した。
小説版ではヴェントーのエネルギーが尽きたとき、チャペックと共に目を覚ましたとされている。
チャペック
声 - 菊池こころ
ミッカをお世話するのムシーカの作曲家ロボット。ヴェントーを「先生」と呼び、ヴェントーの「一番弟子」を自称している。よくミッカにムシーカの絵本を読んだが、ムシーカが滅びたことは教えていなかった。たまに地球に降りては楽器を集め、地球の音楽を学び、五線譜を使って作曲する。映画終盤でノイズを倒す『地球交響楽』の作曲者である。
マエストロ・ヴェントー
声 - 吉川晃司
ファーレの殿堂の総支配人で惑星ムシーカの音楽ロボットのリーダー。耳が故障していたため、指揮棒を伝う振動で作曲をしていた。ムシーカのロボットたちが眠った後、殿堂の機能を維持するために自分のエネルギーを使い果たし、力尽きて後に停止した状態で発見されたが、ドラえもんによる修理のおかげで目を覚ました。『地球交響楽』でコントラバスを演奏する。
名前の由来は、作曲家のベートーヴェン。
モーツェル
声 - 田村睦心
楽器を教えるのが上手な背の高い紳士的なロボット。バッチを「先生」と呼んでいる。『地球交響楽』でクラリネットを演奏する。
名前の由来は、作曲家のモーツァルト。
バッチ
何かを警戒して宇宙を観察している二頭身の小さなロボット。話すことができず、電子音しか出せない。『地球交響楽』でティンパニを演奏する。
名前の由来は、作曲家のバッハ。
タキレン
声 - チョー
音虫の森でムシーカ人たちの墓を管理する墓守りのロボット。『地球交響楽』でヴァイオリンを演奏する。
名前の由来は、作曲家の滝廉太郎。
パロパロ
声 - 悠木碧
犬のような姿をしたムシーカの動物。タキレンと仲がいい。
ワークナー
声 - 石丸幹二
ファーレ工場の音楽家ロボット。指揮棒を振りながら歌うように話す。『地球交響楽』でトランペットを演奏する。
名前の由来は、作曲家のワーグナー。

#### 地球
ミーナ
声 - 芳根京子
ドイツで音楽活動をしている世界的歌姫。現在、初となるワールドツアーを行っている。
実は地球に送られたミッカの妹の子孫であり、祖母からお守りとしてムシーカの縦笛を譲り受けていた。縦笛を貸して貰おうと現れたミッカに驚きつつも、快く託す。宇宙で歌うミッカと同調するように、ムシーカのメロディーの曲をライブで歌った。エンディングではミッカから縦笛が返され、飛行機の中でお礼の手紙を読みながら微笑む姿が描かれている。
小説版ではフルネームが「ミーナ＝フォーゲル」、年齢は19歳と設定されている。歌はドイツにいる祖母から教わった。髪の色も祖母から受け継いだもので、ミッカが自分と同じ髪の色であることに驚いている。彼女との出会いがきっかけとなり、ライブの最後で久々に「昔から大切にしている曲」を歌おうと思いつく。その曲こそムシーカのメロディーだった。
ミッカの妹
声 - 芳根京子
ミッカの双子の妹。四万年前、ムシーカの種を絶やさないため、縦笛と共に脱出ポッドで地球へ送られた。脱出ポッドはヨーロッパ大陸のクロマニョン人が住む集団の近くに着陸し、あるクロマニョン人の少年に発見される。少女時代は白鳥の棲む湖のほとりでよく縦笛を吹いており、その曲は地球に送られたとき、母親が歌ったムシーカの子守唄だった。
小説版では少女時代、クロマニョン人の集団に馴染めず、クロマニョン人の少年と演奏したことがきっかけで次第に溶け込むことができ、宴で歌うようになった経緯が描かれている。
クロマニョン人の少年
ミッカの妹を気にかけており、彼女が吹く縦笛を模し、亡くなった白鳥の骨を削って縦笛を作った。一緒に演奏したことがきっかけで仲良くなり、やがて結婚し子を授かる。作った白鳥の骨の縦笛は長い年月を経て、上野の博物館に展示されることとなった。
服部（はっとり）
声 - 悠木碧
のび太たちの音楽の先生。
名前の由来は本作の音楽を担当する服部隆之。
アナウンサー
声 - 梯篤司
ニュースキャスター
声 - 拝真之介
路上ライブのバンド
声 - Vaundy（ボーカル）、加賀翔（メンバー）、賀屋壮也（メンバー）
「あらかじめ日記」の影響で機材トラブルに見舞われ、ボーカルとメンバーの一人が喧嘩し、解散寸前となってしまう。日記の効果が消えたことでもう一人のメンバーが仲裁に入り、解散は取りやめて路上ライブも続けることが出来た。
漫才師
声 - 加賀翔、賀屋壮也
テレビ番組で漫才を披露するコンビ。
演歌のおじいちゃん
声 - 賀屋壮也
家の縁側で演歌を熱唱する老人。
ラジオDJ
声 - 天月
ネコ
声 - 天月

## 登場ひみつ道具
- あらかじめ日記
- タケコプター
- ムードもりあげ楽団
- ロボッター
- ほんやくコンニャク
- 運命の赤い糸
- 音楽家ライセンス
- マエストロハットとなりきり指揮棒
- 音楽イモ
- どこでもドア
- ネムケスイトール
- かべがみハウス
- ハッスルねじまき
- メカ救急箱
- 技術手袋
- 時空間チェンジャー
- オモイデコロン
- コエカタマリン
- テキオー灯
- 空気砲
- 客よせチャルメラ

## 設定
ファーレ
ムシーカの「音楽」を指す言葉。
ファーレエネルギー
歌ったり楽器を演奏する事で現れる光の粒子。作中では様々な色や形で視覚化されている。ファーレ鉱石はファーレに反応してこのエネルギーを生み出す。
ファーレの殿堂
地球上空の宇宙空間にある巨大な建造物。膜のようなバリアで覆われ隠されている。エネルギー不足で眠っている間は色を失ったように無機質な姿だが、復活した姿は様々な楽器が渾然一体となり美しく調和を保ったデザインをしている。
その正体は滅びる惑星ムシーカから脱出した救命ボートのうちの一つだった。
ヴィルトゥオーゾ
音楽を極めた達人を指す言葉。「音楽家ライセンス」の最高レベルも「ヴィルトゥオーゾ」となっている。
惑星ムシーカ
太陽系から何億光年も離れた別の銀河系にある、ファーレに満ちた美しい惑星。物語開始時点では、既に滅んでいる。
人とロボットが共存し、ファーレエネルギーで文明を築き上げてきた。しかしファーレエネルギーを独占しようとする者たちが現れ、私的なファーレを禁止した結果、ノイズが襲来。宇宙船で脱出した一部の人とロボットたちを除き、滅亡してしまった。
小説版ではファーレエネルギーを独占しようとする者たちを、ファーレエネルギーを惑星の隅々に届けるインフラ整備会社としている。ムシーカで人々が暮らしていくには、この企業に頼らなければならない程となっており、政治や司法機関の中枢にまで影響力を持ち、私的なファーレの生成禁止を行った。
音虫の森
ファーレの殿堂にある森。不思議な動物や植物がたくさんいる。天気は気持ちと連動しており、嬉しいときは晴れ、悲しいときは雨が降る。
音虫は地球のホタルに似た虫で、きれいなファーレに反応して光る習性がある。
ノイズ
星を食べる巨大な宇宙生命体。音楽を嫌い、音楽に満ちた星には近づくことができない。宇宙中に胞子を飛ばし、胞子が音楽のない惑星を発見すると、その惑星を食べるため空間を裂いて出現する。
ノイズの胞子はタンポポの綿毛のような形をしており、惑星から音楽がほんの一瞬でも消えると目を覚まし、タコのようなスライム状の小さな生命体に変化する。分裂によって増殖したり、複数の個体を合体させて巨大化することができる。また、大きくなるとファーレへの耐性も強くなる。普段は灰色だが、音楽に触れると虹色の光を放ち、黒いタール状に溶け出し、最後はすすのように散る。
メインスイッチ
殿堂を復活するスイッチ。ヴェントーが眠っていた神殿の奥深くにある青い粒子でできた湖に浮かぶ木のオブジェのてっぺんにファーレ鉱石があり、その鉱石にファーレエネルギーを満たすことでメインスイッチを入れることができる。その木のオブジェには、細長い葉っぱが並んだ丸い輪が、五段の層になって幹をぐるりと囲んでいる。メインスイッチを入れるには、ムシーカの縦笛で五つの音を吹き鳴らす必要がある。

## スタッフ
| 原作                                                       | 藤子・F・不二雄 |
| 企画/監修                                                  | 藤子プロ |
| 脚本原案・絵コンテ                                         | 今井一暁 |
| キャラクターデザイン                                       | 河毛雅妃 |
| サブキャラクター・絵本デザイン                             | 冨樫友紀 |
| プロップデザイン                                           | 山下晃 鈴木勤 千葉ゆみ 平井あかね |
| 総作画監督                                                 | 河毛雅妃 中野悟史 |
| 演出                                                       | 矢嶋哲生 堂山卓見 渡辺葉 小笠原卓也 |
| 作画監督                                                   | 山川浩臣 松井啓一郎 岸野美智 難波功 三輪修 山下晃 中本和樹 冨樫友紀 |
| 作画監督補佐                                               | 小澤早依子 藤原巧和 千葉ゆみ 曽々木安恵 丸山宏一 |
| 原画                                                       | 山森英司 大塚正実 山口晋 遠藤正明 外丸達也 桝田浩史 大城勝 伊藤秀次 三原三千夫 末吉裕一郎 大橋実 辻繁人 森久司 鈴木勤 加来由加里 茂木琢次 秋津達哉 宮本佐和子 石田廣二 松永絵美 北山修一 小林麻衣子 吉田奏子 千葉ゆみ 野崎あつこ 上関彩花 冨樫友紀 (witstudio) 堤舞 曽々木安恵 湯舟正博 金木熱志 あおきまほ 佐川遥 宮健太 荻野美樹 岩井田夏帆 油布京子 小池沙央里 吉田優子 石井遥 芳山優 北島勇樹 湿気った皆絵馬 涂泳策 大久保政尚 石山正修 平井あかね 吉田侑加 鄧佳湄 岡野慎吾 吉田正幸 渡部由紀子 和田たすく 神戸佑太 上田華子 爲水翔太郎 一石小百合 難波功 安田周平 村田理 山下晃 岸野美智 松井啓一郎 三輪修 藤原巧和 中本和樹 河毛雅妃 |
| 第二原画                                                   | こすぎなほこ 長谷川文香 吉田侑加 山下梨早 村長由紀 𠮷田清美 大武正枝 枝松尚生 山田潮美 錦戸未奈 川村夏生 持田愛 小林あゆみ 鈴木希穂 本多美月 王軒 甲斐順子 久保聡一郎 野村美妃 西川千裕 遠藤法子 王润澤 田中萌 尾沢あとり 五十嵐直子 佐藤友子 山岡聖 九重亜夜 玉置敬子 遠藤良恵 津田夏貴 Noh seung won 西原理奈子 島津真幸 塚田陽子 山川浩美 にとろ 鈴華勇太 加藤滉介 宮島直樹 佐藤誠之 小瀬徳馬 寺前惇 降籏秀吉 菊池ともゑ 其田昂己 海老原尚樹 渋谷さつき 長谷川東子 BUG FILMS 田島瑞穂 小川茜 庄田梨乃 古長優妃奈 山田朝日 ボンズ作画部 荒井芽衣 スタジオ・ザイン スノードロップ R.I.C えかきや エイトカラーズ OUTLINE スタジオカフカ 杭州神在动画 えりある WONWOO |
| 動画検査                                                   | 濱田夢子 堀之内梨絵 八木里沙子 鈴木ひなの |
| 動画                                                       | ベガエンタテイメント 堀江佑 宮本美智子 川重希 神谷由季 高橋美由希 諸隈瑛美 栁井彩夏 柳谷華果 神谷隼汰 加藤大緒 丸山彬 濵井友香 ORANGE ANIMATION Han Song Hee Ryu Ja Young Park Nan Hee Jeong Hyun Jeong Kim Jung Lan Son Seon Ah Park Jae Young Back Seung Hun Shin Sang Yeon Son Young Ju Suh Yoon Joo Kim Min Ae 常州卡佳动漫有限公司 兒玉理和 藤原よしえ 朱夏 樊如军 张军 徐迎春 朱永 张启欣 王小海 林中惠 樊如伟 候英云 黄冰芝 仇非易 曹响 顾卫兵 马晓雪 沈国圆 顾恬语 スタジオ エル ユリ動画 クロノス Wish 八木里沙子 木村光貴 山澤多里弥 平良友佳 大西絢太 片山裕斗 山本洋平 一条望 鈴木三音子 TOEI ANIMATION 久保田由華 小椋淳司 守本優子 安宅佑輝也 萩野光雄 藤原辰樹 太観アニメ BUG FILMS 富永武志 並木祐一 金田紳吾 古川梨紗 曽根竜輝 野澤優 シンエイ動画 吉田芽以 山田杏里 柳田亮輔 山本美郷 込宮珠美 樋上あやめ 岡田由里香 樋上楓 出原颯大 大和田華加 萩野幹也 平澤朱音 平野陽空 武藤優希 山口瑞紀 R.I.C 円田智世 阿部温子 名和誉弘 橋口菜々 コントレール 木村文香 髙橋彩 中野洋平 桑原麻利絵 大田真由 川渕由奈 田中沙樹 中村惟杏 牧野ひなこ 土谷優元 土管 丸田萌依 シャフト 桐明龍信 野村もも 丸山莉果 リュウ シエツ 亀井涼花 坪田英里香 山田詩乃 ゆめ太カンパニー キッカンジャナ・アサマ 矢吹彩果 小澤沙絵 奥嶋千晴 川島梨花 長谷川夏美 森岡庸 中村亜紀 田口裕美子 梅林由加里 原口ちはる 八木綾乃 藤野京子 大東郁子 高貫千津 荒幡佳子 ふじくらたくや 守本優子 重光葵 岡崎あずさ 吉沢八重子 こすぎなほこ 橋丸彩美 香川節子 田中陽子 前田園香 持田愛 児玉尚子 平野孝治 テレコム・アニメーションフィルム スノードロップ パインジャム スタジオ雲雀 スタジオ雲雀 大阪スタジオ 徳 えかきや 京都アニメーション オープロダクション CLAP |
| 色彩設計                                                   | 中野尚美 |
| 色指定・検査                                               | 和田舞奈 倉内美幸 |
| 仕上                                                       | ベガエンタテイメント 高橋めぐみ 松浦晴花 松浦沙恵 宮本律希 スタジオ エル 真水由貴 今村雪絵 大西幸恵 小野澪 金井優希 木下美佳 桑原悠登 佐伯桃果 庄村里奈 関直登 立川慶人 中島直樹 沼田千晶 藤澤亮子 三間玲緒 森脇弘史 ORANGE ANIMATION An Young Ae Moon Sung Hey Jeon Eun Ju Kim Eun Hee Lee Yeon Ju Hwang Ji Young Kim Jung Su Lee Kyung Mi Baik Eun Hye 常州卡佳动漫有限公司 王雪 张利林 张利新 赵艳 陈娟 张红娇 ユリ動画 クロノス スタジオ・ロード 山中真紀子 永井舞 五十嵐遥 大場昭子 高木美幸 神友梨 坂下美月 Wish 伊藤敦子 千葉陽子 泉貴明 田中恵梨香 周藤宏太 水澤紘介 三澤桃乃 西之園未来 中村優香 森田わか 新井遥華 尾久綾香 大庭希愛 萩原ゆり愛 越智菜摘 須藤悠季 南原杏美 森山彩香 TOEI ANIMATION 石井吉忠 髙橋基 山本智世 中島苗実 西村美彩 永井留美子 シャフト 大野千紘 川上優子 服部文美 岸本芽生 松本瑞帆 ゆめ太カンパニー 児島愛彩 水上歌耶乃 スタジオ雲雀 えかきや 京都アニメーション |
| コンセプトデザイン                                         | 上條安里 |
| 美術                                                       | スタジオPablo |
| 美術監督                                                   | 秋山健太郎 藤野真里 |
| 美術設定                                                   | 白亥志郎 秋山健太郎 藤野真里 福田健二 河合佑香 堀川あゆみ 齋藤瑞貴 佐々木利奈 |
| 背景                                                       | スタジオPablo 嶋田昭夫 今井修 河合佑香 座間智子 福田健二 松村良樹 水野隆文 堀川あゆみ 齋藤瑞貴 土橋久美 佐々木利奈 小野寺由惟 大西智代 神宮司桃子 斉藤恵 荒武明日香 倉田優 鈴木寿弥 八道大地 藤野真里 秋山健太郎 小阪部直子 花田千恵子 長澤康治 赤木寿子 北山奈知 アトリエローク07 森元茂 加藤レイ 野々村優人 |
| 3DCG                                                       | MORIE Inc. |
| CGアニメーションスーパーバイザー                           | 森江康太 |
| CGディレクター                                             | 柴野剛宏 嵩畠和哉 (btk) |
| デジタルアーティスト                                       | 田島誠人 冨田直人 荒木海人 内山周哉 酒井健人 白井麻理江 朝比奈琳 |
| プロダクションマネージャー                                 | 大野陽祐 オクティグラフィカ 神林憲和 沖田貢靖 林太朗 |
| 2Dワークス                                                 | 松田陵平 |
| 撮影監督                                                   | 末弘孝史 |
| 撮影特殊効果                                               | 大矢創太 |
| 撮影                                                       | アニメフィルム |
| コンポジット                                               | 手塚智鶴子 廣地研二 松澤秀子 井上江美 高田弥津紀 桜井洋平 山田廣明 伊藤修一 伊藤久美子 鈴木浩司 西山朋広 倉田佳美 大森美奈子 桶田一展 木次美則 土岐浩司 梅田俊之 新矢秀和 熊谷正弘 |
| 3D                                                         | 福田寛 |
| 特殊効果                                                   | 佐藤香織 |
| 撮影協力                                                   | ライトフット 長野慎一郎 河合有紀子 熊井裕士 牧野真人 梶原義大 阿部涼哉 柳澤謙吾 横山秀隆 エースクリエイション 山本耕平 髙橋芳美 小林慎吾 松澤浩之 今井雅士 斎藤秋男 グラフィニカ札幌スタジオ 野澤圭輔 渡辺実花 三上摩子 アスラフィルム 小島慎太朗 宮下加奈 伍偉明 Assez Finaud Fabric. 大内香苗 奥井厚子 合同会社エクスプロージョン |
| 作画デジタル化                                             | モンスターズエッグ 野村達哉 落合由貴 村上立城 |
| 編集                                                       | 小島俊彦 |
| 編集スタジオ                                               | 岡安プロモーション |
| 編集助手                                                   | 山田健太郎 中山翔太 |
| ポストプロダクション                                       | 東宝スタジオ 東宝ポストプロダクションセンター |
| オンライン編集                                             | 菊池亮 金沢佳明 |
| DCPマスタリング                                            | 千木良保宣 脇坂美緒 |
| 録音監督                                                   | 田中章喜 |
| 音響効果                                                   | 北田雅也 |
| 音響制作                                                   | AUDIO PLANNING U |
| ミキサー                                                   | 原田純次 山本寿 |
| アシスタント・ミキサー                                     | 岡田朋浩 |
| 音響制作デスク                                             | 太田恵理子 |
| 音響効果助手                                               | 北垣杏里 佐藤杜美 |
| フォーリーエディター                                       | 堀内みゆき |
| フォーリーステージ                                         | 東宝スタジオ 東宝ポストプロダクションセンター |
| 東宝スタジオコーディネート                                 | 塩田雅基 早川文人 立川千秋 西野尾貞明 |
| 東宝スタジオスタッフ                                       | 岩城和弘 |
| MASTERED IN                                                | ドルビーアトモス |
| ドルビー・サウンド・コンサルタント                         | 河東努 |
| 音楽                                                       | 服部隆之 |
| 背景音楽制作                                               | |
| レコーディング・ミキシングエンジニア                       | 小幡幹男 |
| アシスタントエンジニア                                     | 佐藤千恵 |
| レコーディング・スタジオ                                   | サウンドインスタジオ |
| コーディネート                                             | 関谷典子 |
| 制作                                                       | 荒木浩三 澤原豊 |
| のび太のリコーダー                                         | 栗原正己 (栗コーダーカルテット) |
| しずかのボンゴ                                             | 萱谷亮一 |
| しずかのマリンバ                                           | 大場章裕 |
| ジャイアンのチューバ                                       | 次田心平 |
| スネ夫のバイオリン                                         | 室屋光一郎 |
| 犬のぬいぐるみのクラリネット                               | 中ヒデヒト |
| ミコちゃん人形のピアノ                                     | 紺野紗衣 |
| くるみ割り人形のコントラバス                               | 一本茂樹 |
| リコーダー合奏                                             | 川口義之 (栗コーダーカルテット) 関島岳郎 (栗コーダーカルテット) 浅井愛 |
| オープニングアニメーション                                 | |
| ディレクター                                               | 齊藤広樹 横嶋俊久 |
| オーケストラシーン作画                                     | 大谷たらふ |
| モデリングチーフ                                           | 岡田梨沙 |
| モデリング                                                 | 五寸釘正浩 須永萌夏 |
| CGIスーパーバイザー                                        | 大石直人 |
| アニメーション                                             | 石黒英彦 長屋かおり 大石直人 齊藤広樹 |
| CGIアシスタント                                            | 出口ゆい |
| アートディレクター                                         | 中山恵利加 |
| 2Dワークス                                                 | 児玉徹郎 |
| 特技                                                       | 上遠野学 |
| 撮影・編集                                                 | 齊藤広樹 横嶋俊久 |
| 資料協力                                                   | 兵庫県立考古博物館 古代鏡展示館 |
| プロデューサー                                             | 北倉晴子 |
| アニメーション制作                                         | 神風動画 KAMIKAZE DOUGA |
| エンディングアニメーション                                 | |
| 絵コンテ・演出                                             | 今井一暁 |
| 作画監督                                                   | 河毛雅妃 |
| 原画                                                       | 大杉宜弘 山森英司 山川浩臣 岸野美智 大城勝 冨樫友紀 上関彩花 加来哲郎 |
| 色指定                                                     | 伊藤敦子 |
| 背景                                                       | スタジオPablo |
| 撮影                                                       | アニメフィルム 大矢創太 |
| 音楽協力                                                   | テレビ朝日ミュージック |
| 協力                                                       | 北海道テレビ放送 青森朝日放送 岩手朝日テレビ 東日本放送 秋田朝日放送 山形テレビ 福島放送 新潟テレビ21 長野朝日放送 静岡朝日テレビ 北陸朝日放送 名古屋テレビ放送 朝日放送テレビ 広島ホームテレビ 山口朝日放送 瀬戸内海放送 愛媛朝日テレビ 九州朝日放送 長崎文化放送 熊本朝日放送 大分朝日放送 鹿児島放送 琉球朝日放送 川崎市 藤子・F・不二雄ミュージアム 高岡市 藤子・F・不二雄ふるさとギャラリー |
| 音楽演出協力                                               | 国立音楽大学 吉成順 井出詩朗 竹中天音 貴島光紀 菊地唯 志田萌々花 石黒里佳 杉浦響 佐藤綺星 清瑛人 池上翔 猪田菫 髙山菜桜 髙橋桃子 斎藤桃 磯部琴美 小市和音 池間瑞姫 国立音楽大学 Sオーケストラ有志 西岡龍彦 (東京藝術大学 名誉教授) 坂崎紀 (聖徳大学 名誉教授) 長澤文彩 (東京藝術大学 音楽研究科) |
| パートサウンドデザイン                                     | 野川菜つみ (日本コロムビア) |
| コーディネイト                                             | 熊田和生 (日本コロムビア) |
| リコーダー演奏協力                                         | 坂本羽琉 野澤吾一 浜崎明花梨 今井昊太 |
| アニメーション協力                                         | ベガエンタテイメント |
| 制作                                                       | 武井健 |
| 制作協力                                                   | 安本久美子 馬場潤 大石洸 谷井勇太郎 井上海斗 鎌田美玖 中島太基 BUG FILMS 児島宏明 Wish 石川なおき 伊藤良樹 コントレール せきねあやこ 西建人 コミックス・ウェーブ・フィルム 動画工房 |
| 車両協力                                                   | 小松通商 テイク |
| アフレコ台本印刷                                           | 三交社 |
| 制作事務                                                   | 平山友紀 |
| 設定制作                                                   | 有田崇成 |
| 制作進行                                                   | 影山千桜 鴫原快飛 羽野康平 吉田拓斗 |
| 制作進行補佐                                               | 立花優奈 濵口あかね 井本美季 西橋祈里 萩原佑汰 古川啓志 牧平健 田中ミナミ 篠田宇俊 知念結 上田柊斗 小島侑樹 法土啓一 當麻未歩 駒崎鈴美香 |
| 制作デスク                                                 | 関口勇聖 |
| 協力制作                                                   | 原口航詩 丸山裕司 齋藤敦 中村和喜 谷澤吉紀 |
| チーフプロデューサー                                       | 吉田健司 中島進 |
| プロデューサー                                             | 與儀祥子 佐々木礼子 白倉由紀子 河西麻利子 |
| 宣伝プロデューサー                                         | 宮崎隼人 宮千香子 |
| メディアプロモーション                                     | 伊藤寛 |
| 宣伝                                                       | 塩谷ゆい 小林亜侑実 浅原聡子 山口泰弘 外立真実 |
| 予告編制作                                                 | 林崎ともみ |
| 予告編演出                                                 | 依田伸隆 |
| グラフィックデザイン                                       | 柳原康之 河原信太郎 鎌田紗友里 岩永雄 内堀孝史 桐原泰造 |
| オフィシャルWEB                                            | 村田大典 蓮沼祐治 |
| ドラえもんチャンネル                                       | 関野亮央 片原泰志 |
| おまけ映像                                                 | 寺本幸代 山下晃 腰繁男 鈴木勤 友澤優帆 海老原尚樹 瀬戸口敢汰 山崎日和 石田ゆり乃 鎌田一将 中畑拓人 黒田晴香 ワラノウィッツ沙羅 伊藤舞 増川実紗 林太郎 神林憲和 アニメフィルム |
| プロモーションプロデュース                                 | 川田哲也 |
| 小説                                                       | 「小説 映画ドラえもん のび太の地球交響楽」 (小学館ジュニア文庫) 内海照子 |
| 掲載                                                       | 小学館の児童誌 ベビーブック めばえ 幼稚園 小学一年生 小学8年生 ぷっちぐみ ちゃお 月刊コロコロコミック コロコロイチバン! てれびくん コロコロオンライン HugKum |
| みんなが音楽家! ドラドラ♪シンフォニープロジェクト ユニット | |
| スペシャルサポーター                                       | 葉加瀬太郎 |
| 藤子・F・不二雄 生誕90周年記念楽曲                         | 『キミのぽけっと』 作曲：葉加瀬太郎 編曲：羽毛田丈史 (HATS) |
| ドラドラ♪シンフォニー楽団 メンバー                         | 磯部彩乃 稲木大和 植田真花 魚谷龍円 宇都宮睦 及川詩織 及川颯太 大久保幸寛 大久保優寛 大沢蒼 大沢蓮 大竹口知哉 岡本美優 奥村花音 小椋かのん 小椋まひな 鬼武昭好 加藤和佳 金子諒太郎 川口紗代 河田悠翔 金泰延 黒木佐南 黒田麻奈 黒田航 齋藤みのり 佐々木奏太 佐々木那月 芝悠輔 高島由愛 財部慧一 竹内晴香 田中志朋奈 田中陽守 都築美玖 土橋奎哉 中村椿 西村和俊 野呂葵 長谷優澄 長谷川嘉南 古谷晃士郎 本多央拓 松田芽久 水野樹里 水野珠采 宮武岳 宮武奨 山田綾芽 山田理史 𠮷本智咲 渡邊尊 |
| ヴァイオリン指導                                           | 石亀協子 |
| チェロ指導                                                 | 丸山泰雄 |
| 木管指導                                                   | 木村伊織 |
| 金管指導                                                   | 長田直也 |
| パーカッション指導                                         | 長谷川友紀 神田佳子 |
| 番組制作                                                   | 黒河内高明 中島大輔 |
| ステージ演出                                               | 井上哲 |
| 舞台監督                                                   | 関尚弘 |
| プロジェクトプロデュース                                   | 沢田完 |
| プロジェクトマネジメント                                   | 沢田はるか |
| プロジェクトオペレーション                                 | 松本真悟 菅野卓総 荒井理子 野上有吾 |
| スペシャルサンクス                                         | プロジェクトにご参加いただいたすべての皆様 |
| 「映画ドラえもん」制作委員会                               | 杉山登 馬場亮一 上村駿汰郎 岡田亮 于匯 安孫子晃伸 大金修一 佐藤大真 落合竜太郎 佐上靖之 勝山健晴 柴田亮 戸板麻子 西啓 小野仁 川崎栞 井筒理沙子 池田邦晃 津戸悠希 天野翔一朗 鶴崎りか 粕谷航太 浅田幸男 北條暁子 須子泰充 山下優人 奥村美南 鈴木歴乃 松井聡 鈴木美穂 清田宏美 髙橋充 吹原美佳 小林善則 大澤友実 細尾幸代 松下友美 坂神汰一 池田光子 森文彦 関野亮央 大谷絵里 福田敬吾 |
| 配給                                                       | 東宝 |
| 製作                                                       | 藤子プロ FUJIKO PRO 小学館 テレビ朝日 シンエイ動画 ADKエモーションズ ShoPro |
| 脚本                                                       | 内海照子 |
| 脚本協力                                                   | 佐藤大 |
| 監督                                                       | 今井一暁 |
|                                                            | ©藤子プロ・小学館・テレビ朝日・シンエイ・ADK 2024 |

## おまけ映像
第2期の映画では恒例となっている、エンドロール後のおまけ映像（次作の予告）の内容は以下の通り。指揮者の格好をしたドラえもんが「みんな、面白かった?」→コウモリの大群が飛んできてシーンを覆う→画家の格好をしたドラえもんと落書きをしている→キャンバスにあるのは魔法使いの格好をしたドラえもん→魔法使いの格好をしたドラえもんがキャンバスから飛び出し「お楽しみに!」と言う→背景は山湖の中の島にあるヨーロッパ風のお城と「2025年春公開決定!」という文字。
2024年9月27日に『映画ドラえもん のび太の絵世界物語』が発表された。

## 音楽

### 主題歌
「タイムパラドックス」
歌・作詞・作曲・編曲 - Vaundy（スターダストレコーズ）

### サウンドトラック
『映画ドラえもん のび太の地球交響楽（ちきゅうシンフォニー）オリジナル・サウンドトラック』を2024年2月28日に発売。全55曲収録。
| 全作曲: 服部隆之（#27、#45、#46、#47、#48を除く）。 |                                                      |       |                                           |      |
| #                                                   | タイトル                                             | 作詞  | 作曲・編曲                                | 時間 |
| 1.                                                  | 「プロローグ～黎明」                                 |       | 服部隆之（#27、#45、#46、#47、#48を除く） | 0:35 |
| 2.                                                  | 「オープニング～音楽の旅路」                         |       | 服部隆之（#27、#45、#46、#47、#48を除く） | 1:16 |
| 3.                                                  | 「トホホなのび太」                                   |       | 服部隆之（#27、#45、#46、#47、#48を除く） | 0:22 |
| 4.                                                  | 「愛の墜落メインテーマ」                             |       | 服部隆之（#27、#45、#46、#47、#48を除く） | 0:58 |
| 5.                                                  | 「のび太の悪巧み」                                   |       | 服部隆之（#27、#45、#46、#47、#48を除く） | 1:07 |
| 6.                                                  | 「ミッカとのび太～一人ぼっち」                       |       | 服部隆之（#27、#45、#46、#47、#48を除く） | 0:38 |
| 7.                                                  | 「これが私のピュアハート」                           |       | 服部隆之（#27、#45、#46、#47、#48を除く） | 0:31 |
| 8.                                                  | 「招かれざる音」                                     |       | 服部隆之（#27、#45、#46、#47、#48を除く） | 0:33 |
| 9.                                                  | 「もしも音楽がなくなったら」                         |       | 服部隆之（#27、#45、#46、#47、#48を除く） | 0:31 |
| 10.                                                 | 「不協和音」                                         |       | 服部隆之（#27、#45、#46、#47、#48を除く） | 0:35 |
| 11.                                                 | 「ミッカとのび太～不思議な出会い」                   |       | 服部隆之（#27、#45、#46、#47、#48を除く） | 0:44 |
| 12.                                                 | 「ミッカの歌」                                       |       | 服部隆之（#27、#45、#46、#47、#48を除く） | 1:11 |
| 13.                                                 | 「おもちゃdeセッション!」                            |       | 服部隆之（#27、#45、#46、#47、#48を除く） | 2:20 |
| 14.                                                 | 「夜の学校」                                         |       | 服部隆之（#27、#45、#46、#47、#48を除く） | 0:59 |
| 15.                                                 | 「音楽室の向こうに」                                 |       | 服部隆之（#27、#45、#46、#47、#48を除く） | 1:21 |
| 16.                                                 | 「音楽の殿堂」                                       |       | 服部隆之（#27、#45、#46、#47、#48を除く） | 0:56 |
| 17.                                                 | 「運命の楽器は?」                                    |       | 服部隆之（#27、#45、#46、#47、#48を除く） | 2:26 |
| 18.                                                 | 「ファーレってすごい!」                              |       | 服部隆之（#27、#45、#46、#47、#48を除く） | 1:29 |
| 19.                                                 | 「ミッカの歌～スネ夫のヴァイオリン伴奏」             |       | 服部隆之（#27、#45、#46、#47、#48を除く） | 0:28 |
| 20.                                                 | 「音虫の森」                                         |       | 服部隆之（#27、#45、#46、#47、#48を除く） | 1:12 |
| 21.                                                 | 「雨の森の音楽会～「ド!」」                          |       | 服部隆之（#27、#45、#46、#47、#48を除く） | 1:04 |
| 22.                                                 | 「雨の森の音楽会～「シ!?」」                         |       | 服部隆之（#27、#45、#46、#47、#48を除く） | 1:02 |
| 23.                                                 | 「墓守～ムシーカの過去」                             |       | 服部隆之（#27、#45、#46、#47、#48を除く） | 3:05 |
| 24.                                                 | 「上手くなりたい」                                   |       | 服部隆之（#27、#45、#46、#47、#48を除く） | 0:53 |
| 25.                                                 | 「鍵盤の街のサンバ」                                 |       | 服部隆之（#27、#45、#46、#47、#48を除く） | 1:52 |
| 26.                                                 | 「壊れた音楽工場」                                   |       | 服部隆之（#27、#45、#46、#47、#48を除く） | 0:56 |
| 27.                                                 | 「ジャイスネふんじゃった（TRADITIONAL）」            |       | 服部隆之（#27、#45、#46、#47、#48を除く） | 0:31 |
| 28.                                                 | 「招かれざる音～ノイズの胞子」                       |       | 服部隆之（#27、#45、#46、#47、#48を除く） | 0:30 |
| 29.                                                 | 「ジャイアンのチューバソロ」                         |       | 服部隆之（#27、#45、#46、#47、#48を除く） | 0:15 |
| 30.                                                 | 「スネ夫のヴァイオリンソロ」                         |       | 服部隆之（#27、#45、#46、#47、#48を除く） | 0:17 |
| 31.                                                 | 「ジャイスネでこぼこアンサンブル」                   |       | 服部隆之（#27、#45、#46、#47、#48を除く） | 0:17 |
| 32.                                                 | 「ファーレが効かない!?」                             |       | 服部隆之（#27、#45、#46、#47、#48を除く） | 0:59 |
| 33.                                                 | 「戦慄」                                             |       | 服部隆之（#27、#45、#46、#47、#48を除く） | 0:18 |
| 34.                                                 | 「歌姫ミーナ来日公演決定」                           |       | 服部隆之（#27、#45、#46、#47、#48を除く） | 0:25 |
| 35.                                                 | 「ヒップホップ勝負」                                 |       | 服部隆之（#27、#45、#46、#47、#48を除く） | 0:32 |
| 36.                                                 | 「音楽の守り人～ムシーカ星の悲しい歴史」             |       | 服部隆之（#27、#45、#46、#47、#48を除く） | 3:37 |
| 37.                                                 | 「地球が危ない!」                                    |       | 服部隆之（#27、#45、#46、#47、#48を除く） | 1:14 |
| 38.                                                 | 「ミッカと妹」                                       |       | 服部隆之（#27、#45、#46、#47、#48を除く） | 0:46 |
| 39.                                                 | 「ノイズ襲来」                                       |       | 服部隆之（#27、#45、#46、#47、#48を除く） | 0:48 |
| 40.                                                 | 「ムシーカと地球を結んで」                           |       | 服部隆之（#27、#45、#46、#47、#48を除く） | 1:03 |
| 41.                                                 | 「4万年ぶりの再会」                                  |       | 服部隆之（#27、#45、#46、#47、#48を除く） | 0:36 |
| 42.                                                 | 「ドラえもんを救え～ケンカする音楽」                 |       | 服部隆之（#27、#45、#46、#47、#48を除く） | 0:57 |
| 43.                                                 | 「ドラえもんを救え～4人のハーモニー」                |       | 服部隆之（#27、#45、#46、#47、#48を除く） | 1:22 |
| 44.                                                 | 「音楽するって、楽しいね!」                          |       | 服部隆之（#27、#45、#46、#47、#48を除く） | 1:16 |
| 45.                                                 | 「喜びのうた（ベートーヴェン）」                     |       | 服部隆之（#27、#45、#46、#47、#48を除く） | 0:20 |
| 46.                                                 | 「アイネ・クライネ・ナハトムジーク（モーツァルト）」 |       | 服部隆之（#27、#45、#46、#47、#48を除く） | 0:09 |
| 47.                                                 | 「小フーガト短調（J.S. バッハ）」                    |       | 服部隆之（#27、#45、#46、#47、#48を除く） | 0:10 |
| 48.                                                 | 「運命（ベートーヴェン）」                           |       | 服部隆之（#27、#45、#46、#47、#48を除く） | 0:12 |
| 49.                                                 | 「祝祭のファーレ」                                   |       | 服部隆之（#27、#45、#46、#47、#48を除く） | 1:08 |
| 50.                                                 | 「チューニング～いざ運命の演奏会」                   |       | 服部隆之（#27、#45、#46、#47、#48を除く） | 0:23 |
| 51.                                                 | 「地球交響楽～1楽章」                                |       | 服部隆之（#27、#45、#46、#47、#48を除く） | 2:44 |
| 52.                                                 | 「地球交響楽～2楽章」                                |       | 服部隆之（#27、#45、#46、#47、#48を除く） | 1:32 |
| 53.                                                 | 「地球交響楽～3楽章」                                |       | 服部隆之（#27、#45、#46、#47、#48を除く） | 2:43 |
| 54.                                                 | 「エピローグ～ミッカとのび太」                       |       | 服部隆之（#27、#45、#46、#47、#48を除く） | 1:24 |
| 55.                                                 | 「リコーダーの課題曲「白鳥のエチュード」」           |       | 服部隆之（#27、#45、#46、#47、#48を除く） | 1:44 |
| 合計時間:                                           | 合計時間:                                            | 57:16 |                                           |      |

また、『映画ドラえもん のび太の宝島』（2018年）から楽曲の一部が使用されており、演歌のおじいちゃんが歌っている曲が『宝の島』、街中を走るアイスクリームの販売カーが流している曲が『カリブ海』である。

## 製作

### 企画・スタッフィング
『映画ドラえもん』シリーズ最高興行収入53.7億円を記録した『映画ドラえもん のび太の宝島』（2018年）とドラえもん50周年記念作品『映画ドラえもん のび太の新恐竜』（2020年）の監督を務めた今井一暁が、3度目のオリジナル作品を手がける。
脚本は2020年からテレビアニメ『ドラえもん』を手掛ける内海照子。内海はテレビアニメ『ドラえもん』の脚本を数多く務めており、2021年にドラえもん誕生日スペシャル『どら焼きが消えた日』の脚本を担当した。
キャラクターデザインにはテレビアニメ・映画『ドラえもん』に原画などで参加した河毛雅妃が抜擢された。総作画監督は、『ポケットモンスター サン&ムーン』のキャラクターデザインを担当した中野悟史が、河毛と共同で務める。

### シナリオ・セッティング
監督の今井が本作の構想を練り始めたのは『のび太の新恐竜』の公開が延期となった頃である。コロナ禍で家から出られない息子が、テレビを見ながら大声で歌っている姿を見て、子どもたちがドラえもんと共に音楽の世界を大冒険するというイメージが頭に浮かんだことが、構想のきっかけとなった。
テーマが音楽に決まった後は、「音楽」を『ドラえもん』の世界にどう落とし込むかを考えることとなった。そのために考えられたのが、音楽がエネルギーになる惑星で作られた音楽（ファーレ）の殿堂であり、世界から音楽を消してしまう不気味な生命体・ノイズだった。ドラえもんたちは、地球を脅かすノイズに音楽の力で立ち向かうことになるが、今井は、音楽の力で敵を倒すと音楽の本質とは違うものになってしまうと考え、音楽の反対側としてノイズを登場させたのだという。また、「音は目に見えないものなので、映像にするのは本来難しい」とも語っており、音楽を映像化するため「惑星ムシーカの世界観では、音を発したら不思議なエネルギーの結晶体のようなものがキラキラと光る」という設定にし、「音の種類に合わせて、いろいろな形の結晶体がキラキラと出たら面白いというイメージで、今回ファーレのビジュアルを考えました」と語っている。

## 発表
- 2023年7月6日に本作のタイトルを発表し、同時にビジュアル・ホームページが発表された[15]。
- 10月4日に芳根京子がゲスト声優として参加することが発表され[5]、同日、30秒の特報[16]が公開された。特報の中で公開日が2024年3月1日であることが告知された。
- 12月3日に神奈川・横浜アリーナで行われたVaundyのライブ「Vaundy one man live ARENA tour “replica ZERO”」で主題歌が「タイムパラドックス」に決定することが発表された[7]。同日、主題歌を使用した90秒の予告[17]と30秒の特報②[18]が公開され、新たなビジュアル・キャッチコピーが披露され、平野莉亜菜など4人がゲスト声優として参加することが発表された[4]。
- 12月27日にお笑いコンビかが屋がゲスト声優として参加することが発表された[8]。
- 2024年1月12日に吉川晃司と石丸幹二がゲスト声優として参加することが発表された[6]。
- 1月30日に公開アフレコイベントを開催。出演者は芳根京子とかが屋[19]。
- 2月11日に完成披露試写会が東京・イイノホールで開催され、登壇者は石丸幹二、芳根京子、かが屋、今井一暁（監督）[20][21]。
- 2月16日にTVCM「ストーリー篇」[22]「コミカル篇」[23]「ナレーション篇」[24]「ティザー篇」[25]が公開された。
- 2月22日（猫の日）に公式X（旧：Twitter）で、映画本編から“ネコにまつわるあの曲”[注釈 3]が流れるジャイアンとスネ夫が大ピンチに陥るシーンが特別公開[26]。
- 2月29日にスペシャルPV 〜Vaundy主題歌Ver.〜が公開された[27]。
- 3月1日に映画公開、同日にTVCM「イベント篇」[28]「仲間篇」[29]「仲間篇(30秒)」[30]が公開された。
- 3月2日に公開記念舞台挨拶がTOHOシネマズ六本木ヒルズにて開催され、石丸幹二、芳根京子、かが屋、今井一暁監督が登壇した[31]。
- 3月3日にいきなりドラドラクイズ［ストーリー篇］[32]が公開された。
- 3月4日に映画週末動員ランキング（興行通信社調べ）初登場1位を記録した大ヒットスタートを記念して、ドラえもんたちの交響楽（シンフォニー）が響きわたる本編映像演奏シーンを特別公開[33][34]。そして、悠木碧と天月の出演が発表された。
- 3月17日にいきなりドラドラクイズ［ひみつ道具篇］[35]が公開された。
- 3月24日にいきなりドラドラクイズ［キャラクター篇］[36]が公開された。
- 3月27日に3分ダイジェストが公開された[37]。
- 3月30日に60秒スペシャルCMが公開された[38]。
- 3月31日にいきなりドラドラクイズ［音楽篇］[39]が公開された。

## 興行成績
全国382スクリーンで公開され、2024年3月1～3日の金土日3日間で興収6億5600万0000円、動員53万8000人となり、映画観客動員ランキング（興行通信社調べ）で初登場第1位を獲得。
|                                        | 動員数 （万人） | 動員数 （万人） | 動員数 （万人） | 興行収入 （億円） | 興行収入 （億円） | 出典・備考                                              |
| 週末                                   | 週末            | 累計            | 週末            | 累計              |                   | 出典・備考                                              |
| -------------------------------------- | --------------- | --------------- | --------------- | ----------------- | ----------------- | ------------------------------------------------------- |
| 1週目の週末 （2024年3月1日・2日・3日） | 1位             | 53.8            | 53.8            | 6.6               | 6.6               | [ 40 ] [ 41 ]                                           |
| 2週目の週末 （3月8日・9日・10日）      | 2位             | 40.9            | 104.2           | 5.0               | 12.7              | [ 42 ] [ 43 ]                                           |
| 3週目の週末 （3月15日・16日・17日）    | 2位             | 28.8            | 141.7           | 3.5               | 17.3              | [ 44 ] [ 45 ]                                           |
| 4週目の週末 （3月22日・23日・24日）    | 3位             | 26.7            | 199.9           | 3.3               | 24.1              | [ 46 ] [ 47 ]                                           |
| 5週目の週末 （3月29日・30日・31日）    | 3位             | 26.3            | 259.2           | 3.2               | 31.0              | [ 48 ] [ 49 ]                                           |
| 6週目の週末 （4月5日・6日・7日）       | 2位             | 18.2            | 309.6           | 2.2               | 36.8              | [ 50 ] [ 51 ]                                           |
| 7週目の週末 （4月12日・13日・14日）    | 5位             |                 | 321.2           | 0.9               | 38.3              | [ 52 ]                                                  |
| 8週目の週末 （4月19日・20日・21日）    | 6位             |                 | 328.0           | 0.7               | 39.1              |                                                         |
| 9週目の週末 （4月26日・27日・28日）    | 8位             |                 |                 | 0.6               | 39.8              | 4月29日（祝日）まで累計興収40.2億円、動員337.1万人。    |
| 10週目の週末 （5月3日・4日・5日）      | 8位             |                 |                 | 1.0               | 41.3              | 5月6日（振替休日）まで累計興収41.7億円、動員349.5万人。 |
| 11週目の週末 （5月10日・11日・12日）   | 圏外            |                 | 351.6           |                   | 42.0              |                                                         |
| 12週目の週末 （5月17日・18日・19日）   | 圏外            |                 | 353.3           |                   | 42.2              |                                                         |
| 13週目の週末 （5月24日・25日・26日）   | 圏外            |                 | 354.7           |                   | 42.4              |                                                         |
| 14週目の週末 （5月31日・6月1日・2日）  | 圏外            |                 | 356.1           |                   | 42.5              |                                                         |

## DVD / Blu-ray
映像ソフトは、2024年8月28日にDVDおよびブルーレイディスクとして発売された。発売元は小学館、販売元はポニーキャニオン。ブルーレイはデラックス版と通常版があり、DVDは通常版のみである。いずれも本編映像に加え、映像特典（特報、予告、TVスポット）が収録され、初回特典として「特製ミニクリアファイル」がつく。デラックス版は、それに加えて、特製ケース仕様で、フルカラーブックレットとシナリオ冊子が付属する。
また、これに先立ち、同年8月21日よりDVDとブルーレイディスクのレンタルが開始された。

## ノベライズ
小説 映画ドラえもん のび太の地球交響楽（ISBN 9784092314771）
小学館ジュニア文庫、2024年2月2日発売（新書判・電子書籍）
原作 - 藤子･F･不二雄 / 著・脚本 - 内海照子 / 監督・脚本原案 - 今井一暁
『映画ドラえもん のび太の月面探査記』（2019年）と同様、脚本家が自ら小説版を執筆した。

## プロモーション

### 入場者プレゼント
小冊子『映画ドラえもん のび太の地球交響楽 響く♪まんがBOOK』を配布。内容は、本作の劇中にて使用されたひみつ道具を原作で使用した際の作品集である。

### 前売り特典
2023年12月8日に発売を開始した映画前売券の特典として10万名にホイッスル『ピピっと響く♪ホイッスルドラ』を配布。

### テレビシリーズ
エンディング
2024年1月6日放送回からは、エンディングテーマが映画主題歌『タイムパラドックス』に変更され、予告編映像を使用したものとなった。エンディング制作は依田伸隆・牧野圭亮（10GAUGE）。
ドラガオじゃんけん
2024年1月6日 - 3月30日放送回まで、映画の衣装を着たドラえもんがじゃんけんを担当。
ドラドラ♪シンフォニープロジェクト
後述の関連イベントに関する進行状況やその模様が、2023年10月28日・11月25日・12月31日・2024年1月6日・1月20日・2月3日・2月17日・3月9日放送分で公開。
スタッフ
- プロデューサー - 黒河内高明（テレビ朝日映像）
- ディレクター - 中島大輔（テレビ朝日映像）
- アシスタントプロデューサー - 井筒理沙子（テレビ朝日）（2023年12月31日放送分より）
- 編集 - 齋藤啓太
- MA - 畔蒜亮平
- 音響効果 - 古屋陸

ハカセ博士のドラドラ♪音楽クイズ
2024年1月13日・1月27日・2月10日・2月24日・3月2日放送。葉加瀬太郎にそっくりなハカセ博士が出題する音楽クイズを、ドラえもんと本作のゲスト声優である芳根京子が答えていくというコーナー。スタッフはクイズ監修の新井を除き「ドラドラ♪シンフォニープロジェクト」と同様。
- 出演 - ハカセ博士（葉加瀬太郎）、京子ちゃん（芳根京子）
- クイズ監修 - 新井鷗子

カウントダウン
2024年2月より開始。本作のゲスト声優である、かが屋（2月3日）・芳根京子（2月10日）・石丸幹二（2月17日）が出演。「映画公開まであと○週!」とカウントダウンを行う。
しずかの焼きイモ交響楽（シンフォニー）
2024年3月16日放送のエピソード。サブタイトル画面の絵は、本作のティザービジュアルをパロディしたものとなっている。葉加瀬太郎が登場キャラクターである世界的ヴァイオリニスト「ひかせ太郎」役としてゲスト出演した。
スタッフ
- 脚本 - 水野宗徳
- 絵コンテ - 小倉宏文
- 演出 - 大島克也
- キャラ設定 - 丸山宏一
- 作画監督 - 吉田誠

### 関連イベント
ドラドラ♪シンフォニープロジェクト
映画公開を記念して、楽器隊のチームメンバーを募集してドラえもんの楽器隊を結成。子どもたちに音楽を楽しむため、小学生以下の子どもたちを募集し、一緒に楽器を練習し、演奏会に挑戦する。楽器経験の有無にかかわらず参加することができる。選ばれた子どもたちは、イベントでの演奏会のために練習を行い、その様子はテレビアニメ『ドラえもん』などテレビ番組で放送され、映画のエンドロールに名前が記載される。スペシャルサポーターはヴァイオリニスト・葉加瀬太郎。葉加瀬はプロジェクトのためにオリジナル楽曲「キミのぽけっと」を制作する。
音のなるオリジナルひみつ道具イラストコンテスト
映画の公開を記念し、日本全国から音のなるオリジナルのひみつ道具を募集したイラストコンテスト。最優秀賞は応募先共通で映画パンフレットに応募作品と名前が掲載されるほか、映画パンフレットと『大長編ドラえもん』1巻から24巻のセットが、優秀賞は応募先によって別々の商品がプレゼントされる。
応募先別優秀賞
- 上映館 - 受賞作品が入った特別ポスター
- テレビ朝日 - 出演声優のサインが入った映画ポスター&番組内で作品披露
- 川崎市藤子・F・不二雄ミュージアム - ミュージアムペア招待券・グッズ
- 高岡市藤子・F・不二雄ふるさとギャラリー - ふるさとギャラリーグッズ詰め合わせ
- ベビーブック - 特選映画ドラえもんグッズ
- めばえ - 特選映画ドラえもんグッズ
- 幼稚園 - 特選映画ドラえもんグッズ
- 小学一年生 - 特選映画ドラえもんグッズ
- ちゃお - 特選映画ドラえもんグッズ
- てれびくん - 特選映画ドラえもんグッズ
- コロコロイチバン! - 特選映画ドラえもんグッズ
- ぷっちぐみ - 特選映画ドラえもんグッズ
- 月刊コロコロコミック - 特選映画ドラえもんグッズ

テレビ朝日・六本木ヒルズ 夏祭り SUMMER STATION
2023年7月22日から8月27日の開催期間中、映画をイメージしたアトラクション「ドラえもん 交響楽（シンフォニー）シアター ～TAP！SWIPE！オーケストラ！～」を開設。参加者はLEDパネルを操作し音楽を演奏できる。ドラえもんが指揮者として登場する。また、開催期間中、六本木ヒルズの66プラザにドラえもんのオブジェが展示される。
さがみ湖リゾート プレジャーフォレストさがみ湖イルミリオン
2023年11月3日から2024年5月12日まで、「映画ドラえもん のび太の地球交響楽」スペシャルイルミネーション開催。併せて、富士急バスにてラッピングバスを運行。
題名のない音楽会
2024年3月9日放送。小学生とその保護者を対象に、収録観覧のペア応募抽選が行われた。出演は石丸幹二（司会）・服部隆之（本作の音楽担当）・沢田完（テレビシリーズの音楽担当）・芳根京子・平野莉亜菜・ドラドラ♪シンフォニー楽団。なお、石丸は本作にワークナー役でゲスト出演している。
ドラキッズ 音とまなびのワークショップ
小学館の幼児教室ドラキッズにて、映画公開を記念し「音楽」をテーマに児童向けワークショップを全国50教室で開催。参加者には映画オリジナルシールをプレゼントした。
Cafe Lish
小学館ビル1階にある店舗で、2024年2月3日から5月6日の期間に映画コラボメニューを提供。

### 特別試写会
初めての映画館デビューをドラえもんが応援!
2024年2月12日に東宝株式会社試写室でCM用撮影を兼ねた特別試写会を開催。招待人数は16組48名。3歳から8歳の児童を含む親子を対象とした。
ドラドラ♪シンフォニー楽団コンサート付き
2024年2月24日に東京都千代田区日経ホールにて開催。招待人数は150名（応募抽選）。ドラドラ♪シンフォニー楽団による演奏会イベントも兼ねる。登壇者は葉加瀬太郎・芳根京子・かが屋・沢田完・ドラえもん。